# Fuscoporia callimorpha
Fuscoporia callimorpha es una especie de hongo de la familia Hymenochaetaceae.

## Descripción
Esta especie se caracteriza por presentar el píleo finamente aterciopelado que se torna glabro en su totalidad con la edad, el himenóforo es iridiscente y los tubos pueden formar uno o varios estratos. Basidioma anual, de 40-110 × 25-75 × 5-20 mm, pileado-sésil, semicircular, aplanado a cóncavo, de consistencia leñosa. Píleo de color rojo óxido, glabro, rugoso. Margen estéril, ondulado, agudo. Himenóforo poroide, de marrón claro a marrón obscuro; poros circulares, de 7-9 por mm, bordes gruesos y lisos, ligeramente iridiscentes; tubos hasta de 2 mm de longitud. Contexto simple, marrón claro, fibroso. Sistema hifal dimítico, con hifas generativas con septos simples, con paredes delgadas, hialinas a amarillentas, de 1.5-2.4 μm de diámetro; hifas esqueléticas amarillo dorado a marrón, con paredes gruesas a casi sólidas, de 3.2-4 μm de diámetro. Setas himeniales de 16-28 × 6-8.8 μm, de marrón rojizo a marrón oscuro, subuladas. Basidios de 8-12 × 3.2-6.4 μm, clavados, hialinos, tetraspóricos. Basidiosporas de 3.6-4.8 × 2-3 μm, oblongo-elipsoides a subcilíndricas, hialinas, lisas, con pared delgada.

## Distribución
En México se desarrolla en los estados de Campeche, Chiapas, Colima, México, Nayarit, Querétaro, San Luis Potosí, Oaxaca, Tabasco, Tamaulipas y Veracruz.

## Hábitat
Crece sobre madera muerta de angiospermas en bosque tropical caducifolio y ocasionalmente en bosques de en encino Quercus con influencia tropical, en altitudes de 800 a 1 550 m.

## Estado de conservación
Se conoce muy poco de la biología y hábitos de los hongos, por eso la mayoría de ellos no se han evaluado para conocer su estatus de riesgo (Norma Oficial Mexicana 059).

## Importancia cultural y usos
Ocasiona pudrición blanca.